# Lijst van rijksmonumenten in Lopik (plaats)
De plaats Lopik telt 30 inschrijvingen in het rijksmonumentenregister. Hieronder een overzicht.
| Object | Oorspronkelijke functie?  | Bouwjaar                                | Architect | Locatie              | Coördinaten?                  | Nr.?  | Afbeelding                                             |
| --- | ------------------------- | --------------------------------------- | --------- | -------------------- | ----------------------------- | ----- | ------------------------------------------------------ |
| Boerderij, langhuis | Boerderij                 | 17e eeuw                                |           | Cabauwsekade 14      | 51° 58' 14" NB, 4° 54' 41" OL | 26227 | Meer afbeeldingen                                      |
| Boerderij 'De voshoeve' | Boerderij                 |                                         |           | Cabauwsekade 18      | 51° 58' 6" NB, 4° 54' 32" OL  | 26228 | Meer afbeeldingen                                      |
| Boerderij, langhuis | Boerderij                 |                                         |           | Cabauwsekade 22      | 51° 58' 4" NB, 4° 54' 21" OL  | 26229 | Meer afbeeldingen                                      |
| Boerderij, dwarshuis, dak met riet gedekt                                                                                   | Boerderij                 | 17e eeuw (grotendeels)                  |           | Cabauwsekade 83      | 51° 57' 47" NB, 4° 53' 21" OL | 26231 | Boerderij, dwarshuis, dak met riet gedekt              |
| Dwarshuisboerderij "Het Leeuwenhuis"                                                                                        | Kasteel, buitenplaats     | eind 17e eeuw                           |           | Cabauwsekade 89      | 51° 57' 38" NB, 4° 52' 51" OL | 26232 | Meer afbeeldingen                                      |
| Nederlands Hervormde Kerk met toren                                                                                         | Kerk en kerkonderdeel     | 1464-1469                               |           | Dorpstraat 32        | 51° 58' 31" NB, 4° 56' 50" OL | 26233 | Meer afbeeldingen                                      |
| Boerderij, gepleisterd langhuis                                                                                             | Boerderij                 | 1882                                    |           | Lekdijk West 28      | 51° 57' 10" NB, 4° 55' 23" OL | 26234 | Meer afbeeldingen                                      |
| Boerderij, langhuis | Boerderij                 |                                         |           | Lekdijk West 38      | 51° 56' 52" NB, 4° 55' 3" OL  | 26235 | Meer afbeeldingen                                      |
| Boerderij, dwarshuis | Boerderij                 | 17e eeuw                                |           | Lekdijk West 48      | 51° 56' 45" NB, 4° 54' 39" OL | 26236 | Meer afbeeldingen                                      |
| Boerderij, langhuis | Boerderij                 | 17e eeuw                                |           | Lekdijk West 67      | 51° 56' 39" NB, 4° 54' 1" OL  | 26237 | Meer afbeeldingen                                      |
| Boerderij, dwarshuis met opkamer                                                                                            | Boerderij                 | 17e eeuw                                |           | Lopikerweg Oost 88   | 51° 59' 1" NB, 4° 59' 25" OL  | 26238 | Boerderij, dwarshuis met opkamer                       |
| Boerderij, groot dwarshuis met opkamer                                                                                      | Boerderij                 | 1614 (bouw) 18e eeuw (herst. of uitbr.) |           | Lopikerweg Oost 102  | 51° 58' 59" NB, 5° 0' 22" OL  | 26239 | Meer afbeeldingen                                      |
| De Middelste Molen | Industrie- en poldermolen | 1773                                    |           | Lopikerweg West 106  | 51° 57' 57" NB, 4° 52' 18" OL | 26240 | Meer afbeeldingen                                      |
| Boerderij met fraai rieten dak                                                                                              | Boerderij                 | 18e eeuw                                |           | Lopikerweg Oost 107  | 51° 58' 60" NB, 5° 0' 49" OL  | 26241 | Boerderij met fraai rieten dak                         |
| Boerderij, langhuis | Boerderij                 | 18e eeuw                                |           | Lopikerweg Oost 122  | 51° 59' 17" NB, 5° 1' 6" OL   | 26242 | Boerderij, langhuis                                    |
| Boerderij met gepleisterde topgevel                                                                                         | Boerderij                 | 17e eeuw                                |           | Lopikerweg Oost 129A | 51° 59' 18" NB, 5° 1' 28" OL  | 26243 | Boerderij met gepleisterde topgevel                    |
| Boerderij met gepleisterde voorgevel met afgewolfd dak                                                                      | Boerderij                 | 18e eeuw                                |           | Lopikerweg Oost 130  | 51° 59' 18" NB, 5° 1' 29" OL  | 26244 | Boerderij met gepleisterde voorgevel met afgewolfd dak |
| Boerderij met topgevel | Boerderij                 |                                         |           | Lopikerweg Oost 146  | 51° 59' 18" NB, 5° 2' 10" OL  | 26245 | Boerderij met topgevel                                 |
| Resten van voormalige 'Huis te Vliet'                                                                                       | Onderdeel woningen e.d.   | 18e/19e eeuw                            |           | Lopikerweg Oost 167  | 51° 59' 32" NB, 5° 2' 38" OL  | 26246 | Meer afbeeldingen                                      |
| Huis met goede raamverhoudingen en deur met omlijsting                                                                      | Woonhuis                  |                                         |           | Lopikerweg Oost 179  | 51° 59' 32" NB, 5° 2' 47" OL  | 26248 | Huis met goede raamverhoudingen en deur met omlijsting |
| Winkel-woonhuis | Woonhuis                  | 18e eeuw                                |           | Lopikerweg Oost 180  | 51° 59' 33" NB, 5° 2' 47" OL  | 26249 | Winkel-woonhuis                                        |
| Boerderij, dwarshuis, dak opzij eindigt in topgevel                                                                         | Boerderij                 | 17e eeuw                                |           | Lopikerweg Oost 197  | 51° 59' 37" NB, 5° 2' 55" OL  | 26250 | Meer afbeeldingen                                      |
| Boerderij, dwarshuis met riet gedekt                                                                                        | Boerderij                 | 17e of 18e eeuw                         |           | Lopikerweg West 6    | 51° 58' 31" NB, 4° 56' 30" OL | 26251 | Boerderij, dwarshuis met riet gedekt                   |
| Boerderij, langhuis, gepleisterde afgewolfde voorgevel met gesmede muurankers, dak met riet gedekt                          | Boerderij                 | 17e eeuw                                |           | Lopikerweg West 33   | 51° 58' 32" NB, 4° 55' 37" OL | 26252 | Meer afbeeldingen                                      |
| Boerderij, onder riet gedekt dak                                                                                            | Boerderij                 |                                         |           | Lopikerweg West 37   | 51° 58' 30" NB, 4° 55' 18" OL | 26253 | Boerderij, onder riet gedekt dak                       |
| Boerderij met gepleisterde gevel                                                                                            | Boerderij                 |                                         |           | Lopikerweg West 56   | 51° 58' 12" NB, 4° 54' 33" OL | 26254 | Meer afbeeldingen                                      |
| Boerderij, behorend tot het middenlangsdeeltype van de hallehuisgroep, onder rieten wolfdak, met betrekkelijk lage zijmuren | Boerderij                 | wellicht 17e eeuw (oorsprong)           |           | Lopikerweg West 60   | 51° 58' 7" NB, 4° 54' 24" OL  | 26255 | Meer afbeeldingen                                      |
| Boerderij met uitbouw aan westzijde                                                                                         | Boerderij                 | 18e eeuw                                |           | Lopikerweg West 65   | 51° 58' 5" NB, 4° 54' 11" OL  | 26256 | Meer afbeeldingen                                      |
| Boerderij | Boerderij                 | 17e eeuw                                |           | Lopikerweg West 88   | 51° 57' 47" NB, 4° 53' 8" OL  | 26257 | Meer afbeeldingen                                      |
| Boerderij van streektype | Boerderij                 |                                         |           | Lopikerweg West 91   | 51° 57' 45" NB, 4° 53' 0" OL  | 26258 | Meer afbeeldingen                                      |